# Мемельская операция (1944)
Мемельская операция — наступательная операция советских войск 1-го Прибалтийского и 39-й армии 3-го Белорусского фронтов, проводившаяся с 5 по 22 октября 1944 года с целью отсечения войск группы армий «Север» от Восточной Пруссии. Являлась частью Прибалтийской стратегической операции. Проводилась под командованием генерала армии И. Х. Баграмяна.
Итогами операции стали освобождение северной части Литвы, отсечение от Восточной Пруссии немецких войск, находящихся в Латвии, с образованием Курляндского котла, блокирование Мемеля. Немецкие войска понесли значительные потери.

## Ход операции
В ходе начавшейся 14 сентября 1944 г. Прибалтийской наступательной операции советские войска завершили к началу третьей декады месяца освобождение материковой части Эстонии.
Войска 1-го Прибалтийского фронта вышли на подступы к Риге южнее Даугавы. Там они встретили сильное сопротивление противника. Ставка ВГК приняла решение о перенесении главного направления удара на мемельское направление. Была произведена перегруппировка сил 1-го Прибалтийского фронта в районе города Шяуляй. Командование советских войск планировало выйти на побережье на рубеже Паланга—Мемель—устье реки Неман при прорыве обороны западнее и юго-западнее города Шяуляй. Главный удар наносился на мемельском направлении, вспомогательный — на кельме-тильзитском.
На участке прорыва шириной 19 км были сосредоточены 35 стрелковых дивизий, 777 танков и САУ и вся артиллерия усиления, что позволило создать плотность в 50 танков и 200 орудий и минометов на 1 км.
Силы вермахта на мемельском направлении включали в себя 3-ю танковую армию под командованием генерал-полковника Э. Рауса и оперативную группу «Грассер». Они насчитывали 16 дивизий, 4 бригад и 2 отдельных тяжелых танковых батальонов. В их составе имелось около 130 тысяч человек, примерно 1600 орудий и минометов, более 400 танков, действовавших при поддержке значительного количества авиации. Эти силы были эшелонированы на нескольких полосах и рубежах. Главная полоса обороны глубиной 3—5 км включала 2—3 линии сплошных траншей с пулеметными площадками, стрелковыми ячейками, ходами сообщения и инженерными заграждениями. На удалении 14—28 км от нее находилась вторая полоса, проходившая по берегам рек Вента, Вирвичиай, Крожента. Наиболее сильно были укреплены подступы к городам Мемель и Тильзит. Эти города, как и Тришкяй, Юрбург, Вентспилс, Лиепая были превращены в сильные узлы сопротивления.
Решение советского командования стало полной неожиданностью для врага, ждавшего возобновления атак на Рижском направлении. В первый день боёв советские войска начали прорыв обороны и к вечеру продвинулись на глубину 7—17 км. К 6 октября были задействованы все подготовленные по предварительному плану войска, включая армейские подвижные группы в составе 1-го и 19-го танковых корпусов. Ввод в сражение подвижных групп позволил повысить темпы наступления. В результате немецкие войска не смогли организовать сопротивление ни на втором, ни на третьем рубежах обороны, которые были преодолены советскими войсками сходу. Не имея возможности остановить советское наступление, немцы начали отводить свои войска из района Риги до того, как они окажутся отрезанными от Восточной Пруссии.
К исходу 8 октября ударная группировка фронта вклинилась в глубину обороны немецких войск на 90 км и расширила прорыв до 260 км. За 4 дня она разгромила 551-ю пехотную дивизию, части оперативной группы «Грассер», 37-й, 51-й, 603-й, 609-й и 611-й охранные полки. Серьезный урон был нанесен частям 548-й народно-гренадерской, 5-й и 7-й танковых дивизий, танковой дивизии «Великая Германия» и ряду других частей и подразделений.
К 10 октября немцы были отрезаны от Восточной Пруссии. В результате между вражескими группировками в Восточной Пруссии и в Курляндии образовалась полоса советской обороны шириной до 50 километров, преодолеть которую противник уже не смог. К 22 октября от врага была очищена большая часть северного берега реки Неман.
В Латвии враг был вытеснен на Курляндский полуостров и там надёжно заблокирован. Кроме того, в самом Мемеле были заблокированы 3 немецкие дивизии (Мемель был взят штурмом 28 января 1945 года).
В результате Мемельской операции было достигнуто продвижение до 150 км, освобождена площадь более 26 тыс. км² и более 35 тыс. населённых пунктов. Советские войска уничтожили свыше 24 тыс. немецких солдат и офицеров, 420 танков и штурмовых орудий, почти 1000 орудий и минометов. 78 советских частей и соединений награждены орденами.

## Отображение в искусстве
- Подготовка к Мемельской операции является частью сюжета романа В. О. Богомолова «В августе сорок четвёртого».